# (5310) Papike
(5310) Papike es un asteroide perteneciente al cinturón de asteroides, descubierto el 2 de marzo de 1981 por Schelte John Bus desde el Observatorio de Siding Spring, Nueva Gales del Sur, Australia.

## Designación y nombre
Designado provisionalmente como 1981 EP26. Fue nombrado Papike en honor al director emérito del Instituto de Meteorología de la Universidad de Nuevo México James Papike, uno de los principales expertos mundiales en mineralogía y petrología de materiales planetarios. Sus estudios de rocas lunares han ayudado a revelar la complejidad del vecino más cercano de la tierra.

## Características orbitales
Papike está situado a una distancia media del Sol de 2,389 ua, pudiendo alejarse hasta 2,594 ua y acercarse hasta 2,185 ua. Su excentricidad es 0,085 y la inclinación orbital 6,191 grados. Emplea 1349,42 días en completar una órbita alrededor del Sol.

## Características físicas
La magnitud absoluta de Papike es 14,2. Tiene 2,985 km de diámetro y su albedo se estima en 0,498.